# 涅夫勒省
涅夫勒省（法語：Nièvre，法語發音：[njɛvʁ] ⓘ）是法國勃艮第-弗朗什-孔泰大区所轄的省份，名称来自涅夫勒河。該省編號為58。